# Championnats d'Amérique du Sud d'athlétisme 1949
Navigation
Édition précédente Édition suivante
Les 16e Championnats d'Amérique du Sud d'athlétisme ont eu lieu en 1949 à Lima.

## Résultats

### Hommes
| Épreuves              | Or                                      | Argent                              | Bronze                             |
| --------------------- | --------------------------------------- | ----------------------------------- | ---------------------------------- |
| 100 mètres            | Gerardo Salazar (PER) 10 s 7            | Aroldo da Silva (BRA) 10 s 7        | Mario Fayos (URU) 10 s 8           |
| 200 mètres            | Mario Fayos (URU) 21 s 7                | Fernando Lapuente (ARG) 22 s 2      | Alberto Triulzi (ARG) 22 s 5       |
| 400 mètres            | Gustavo Ehler (CHI) 49 s 5              | Rosalvo Ramos (BRA) 49 s 8          | Antonio Pocovi (ARG) 50 s 0        |
| 800 mètres            | Hugo Ponce (ARG) 1 min 56 s 6           | Nilo Riveros (ARG) 1 min 56 s 8     | Agenor da Silva (BRA) 1 min 57 s 2 |
| 1 500 mètres          | Hugo Nuttini (CHI) 4 min 01 s 2         | Melchor Palmeiro (ARG) 4 min 02 s 5 | Oscar Gauharou (ARG) 4 min 03 s 3  |
| 3 000 mètres          | Raúl Inostroza (CHI) 8 min 49 s 2       | Melchor Palmeiro (ARG) 8 min 50 s 3 | Oscar Moreira (URU) 8 min 50 s 6   |
| 5 000 mètres          | Ricardo Bralo (ARG) 15 min 02 s 8       | Oscar Moreira (URU) 15 min 04 s 7   | Raúl Inostroza (CHI) 15 min 18 s 8 |
| 10 000 mètres         | Ricardo Bralo (ARG) 31 min 46 s 3       | Pedro Caffa (ARG) 31 min 47 s 2     | Oscar Moreira (URU) 31 min 48 s 0  |
| 20 kilomètres route   | Delfo Cabrera (ARG) 1 h 06 min 52       | Oscar Moreira (URU) 1 h 07 min 02   | Eusebio Guiñez (ARG) 1 h 09 min 11 |
| 110 mètres haies      | Alberto Triulzi (ARG) 14 s 5            | Manuel Aldunate (CHI) 14 s 9        | Wilson Carneiro (BRA) 14 s 9       |
| 400 mètres haies      | Hermenelindo Alberti (ARG) 54 s 7       | Víctor Henríquez (CHI) 55 s 4       | Carlos Hey (BRA) 55 s 5            |
| Saut en hauteur       | Hércules Azcune (URU) 1,90 m            | Geraldo de Oliveira (BRA) 1,85 m    | Alfredo Jadresic (CHI) 1,85 m      |
| Saut à la perche      | Eduardo de Oca (ARG) 3,90 m             | Luis Ganoza (PER) 3,90 m            | Sinibaldo Gerbasi (BRA) 3,80 m     |
| Saut en longueur      | Enrique Kistenmacher (ARG) 7,37 m       | Carlos Vera (CHI) 7,11 m            | Máximo Reyes (PER) 7,04 m          |
| Triple saut           | Hélio da Silva (BRA) 15,26 m            | Geraldo de Oliveira (BRA) 15,03 m   | Adhemar da Silva (BRA) 14,79 m     |
| Lancer de poids       | Julián Llorente (ARG) 14,44 m           | Nadim Marreis (BRA) 14,29 m         | Juan Kahnert (ARG) 14,25 m         |
| Lancer de disque      | Emilio Malchiodi (ARG) 45,07 m          | Karsten Brödersen (CHI) 44,76 m     | Manuel Consiglieri (PER) 44,14 m   |
| Lancer de marteau     | Edmundo Zúñiga (CHI) 50,67 m            | Emilio Ortiz (ARG) 48,22 m          | Manuel Etchepare (ARG) 48,09 m     |
| Lancer de javelot     | Ricardo Heber (ARG) 65,56 m             | Horst Walter (ARG) 60,17 m          | Efraín Santibáñez (CHI) 57,59 m    |
| Relais 4 × 100 mètres | Pérou 42 s 3                            | Argentine 42 s 3                    | Chili 42 s 5                       |
| Relais 4 × 400 mètres | Brésil 3 min 19 s 7                     | Argentine 3 min 20 s 1              | Chili 3 min 24 s 5                 |
| Cross-country         | Adán Zárate (PER) 36 min 51 s 4         | Oscar Moreira (URU) 36 min 53 s 7   | Pedro Caffa (ARG) 36 min 56 s 0    |
| Décathlon             | Enrique Kistenmacher (ARG) 6 853 points | Hércules Azcune (URU) 6 205 points  | Eduardo Julve (PER) 6 048 points   |

### Femmes
| Épreuves              | Or                            | Argent                         | Bronze                            |
| --------------------- | ----------------------------- | ------------------------------ | --------------------------------- |
| 100 mètres            | Julia Sánchez (PER) 12 s 7    | Adriana Millard (CHI) 12 s 8   | Benedita de Oliveira (BRA) 12 s 8 |
| 200 mètres            | Adriana Millard (CHI) 25 s 8  | Melania Luz (BRA) 25 s 9       | Benedita de Oliveira (BRA) 26 s 5 |
| 80 mètres haies       | Wanda dos Santos (BRA) 11 s 7 | Marion Huber (CHI) 12 s 2      | Eliana Gaete (CHI) 12 s 3         |
| Saut en hauteur       | Elizabeth Müller (BRA) 1,55 m | Lelia Spuhr (ARG) 1,50 m       | Hilda Lasseb (BRA) 1,50 m         |
| Saut en longueur      | Wanda dos Santos (BRA) 5,53 m | Adriana Millard (CHI) 5,42 m   | Hilda Yamasaki (PER) 5,39 m       |
| Lancer de poids       | Ingeborg Mello (ARG) 11,58 m  | Elizabeth Müller (BRA) 11,29 m | Haydeé Valet (ARG) 11,12 m        |
| Lancer du disque      | Ingeborg Mello (ARG) 37,36 m  | Zita Brandt (CHI) 36,28 m      | Ingeborg Pfüller (ARG) 36,05 m    |
| Lancer du javelot     | Estrella Puente (URU) 37,74 m | Gerda Martín (CHI) 37,39 m     | Ingeborg Mello (ARG) 36,50 m      |
| Relais 4 × 100 mètres | Brésil 49 s 2                 | Chili 50 s 8                   | Argentine 51 s 0                  |

## Tableau des médailles
| Rang | Nation    | Or | Argent | Bronze | Total |
| ---- | --------- | -- | ------ | ------ | ----- |
| 1    | Argentine | 14 | 10     | 11     | 35    |
| 2    | Brésil    | 6  | 7      | 8      | 21    |
| 3    | Chili     | 5  | 10     | 6      | 21    |
| 4    | Pérou     | 4  | 1      | 4      | 9     |
| 5    | Uruguay   | 3  | 4      | 3      | 10    |